# Bugatti Type 51 Dubos
Pour les articles homonymes, voir Bugatti (homonymie), 51 et Dubos.
La Bugatti Type 51 Dubos est une voiture de sport du constructeur automobile Bugatti, conçue en 1937, en 1 seul exemplaire, par le designer parisien Louis Dubos.

## Historique
Le pilote Bugatti Louis Chiron remporte le Grand Prix automobile de France 1931 avec une Bugatti Type 51 n°51133 de 1931, conçue à 40 exemplaires par Ettore Bugatti et Jean Bugatti (père & fils), et motorisée par leur nouveau moteur 8 cylindres en ligne double arbre à cames en tête (DACT) à 16 soupapes de 2,3 L de 180 ch, suralimenté par un compresseur Roots et deux carburateurs Zénith, adaptés aux réglementations de Grand Prix automobile de l'époque. 

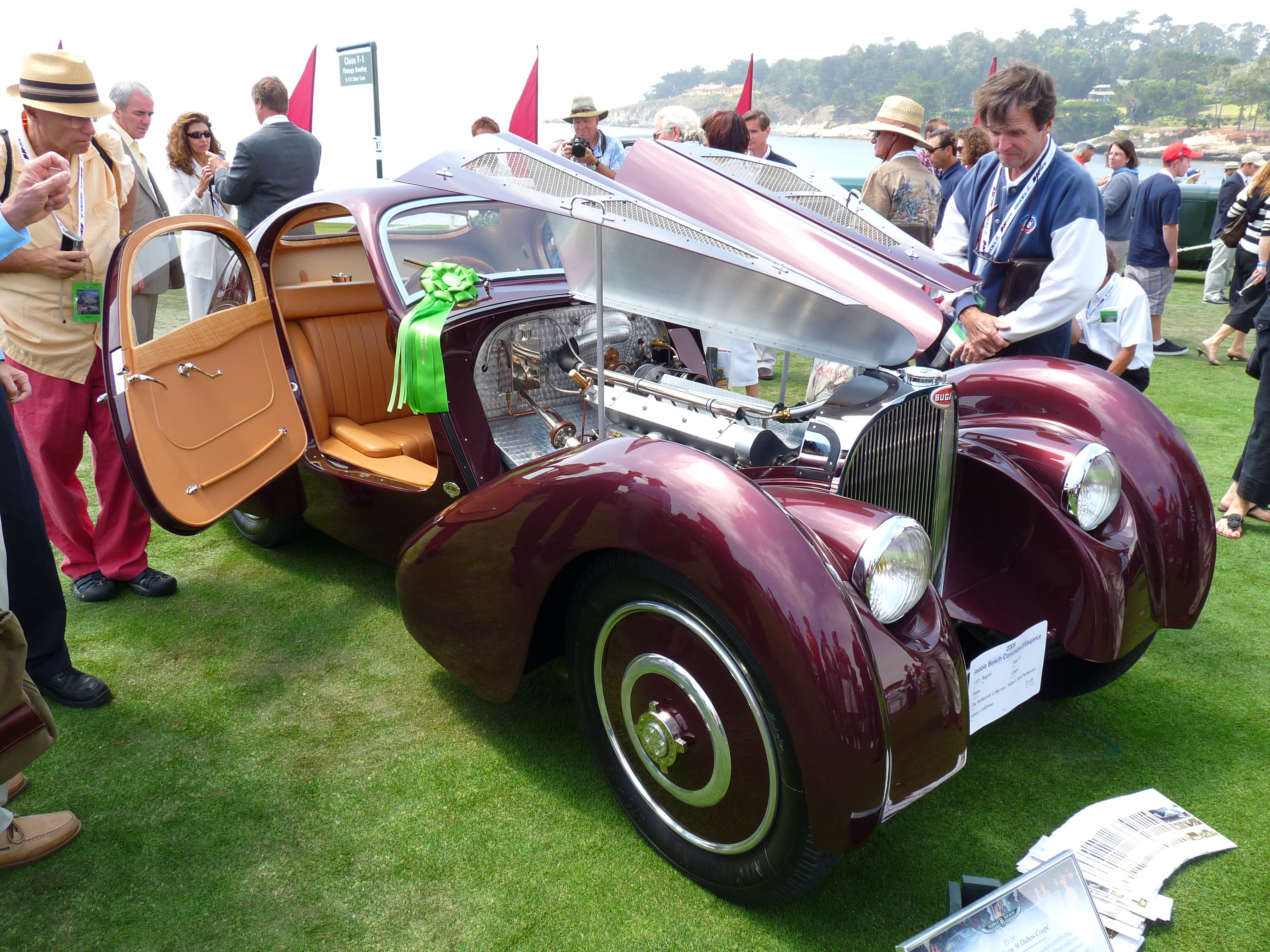
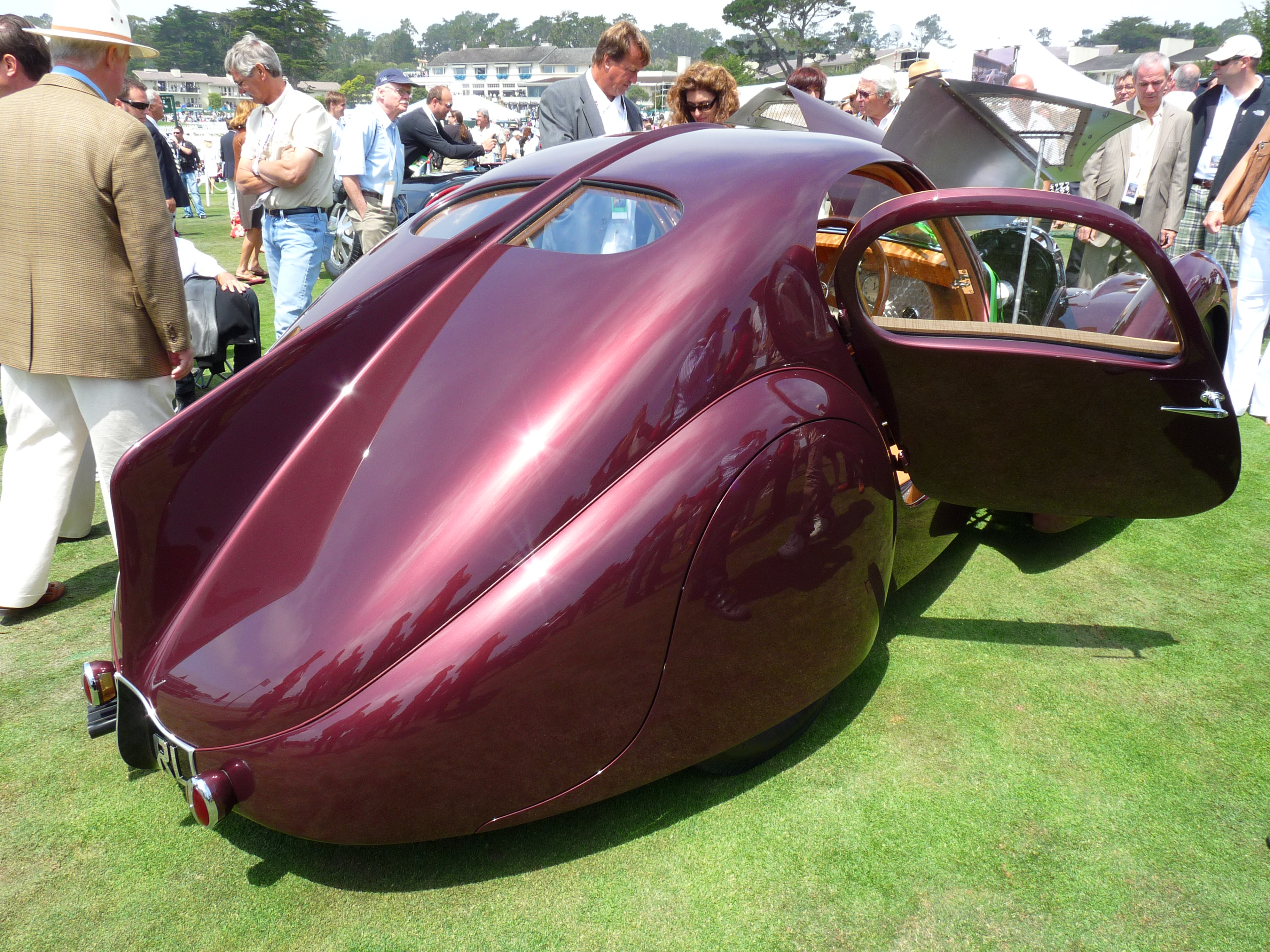

Ce modèle victorieux est alors acquis par son pilote Louis Chiron, puis par l'homme d'affaires parisien André Bith, pour le piloter, puis pour le faire modifier en 1937, en voiture routière de luxe, par le carrossier parisien Louis Dubos, avec une nouvelle carrosserie unique très inspirée de celle de la Bugatti Aérolithe modèle unique de 1935, de Jean Bugatti (et autres Bugatti Type 57 Atlantic et Atalante). André Bith revend finalement le véhicule à divers propriétaires, dont le châssis reprend sa carrosserie originale de Grand Prix de l'ère Chiron,. 

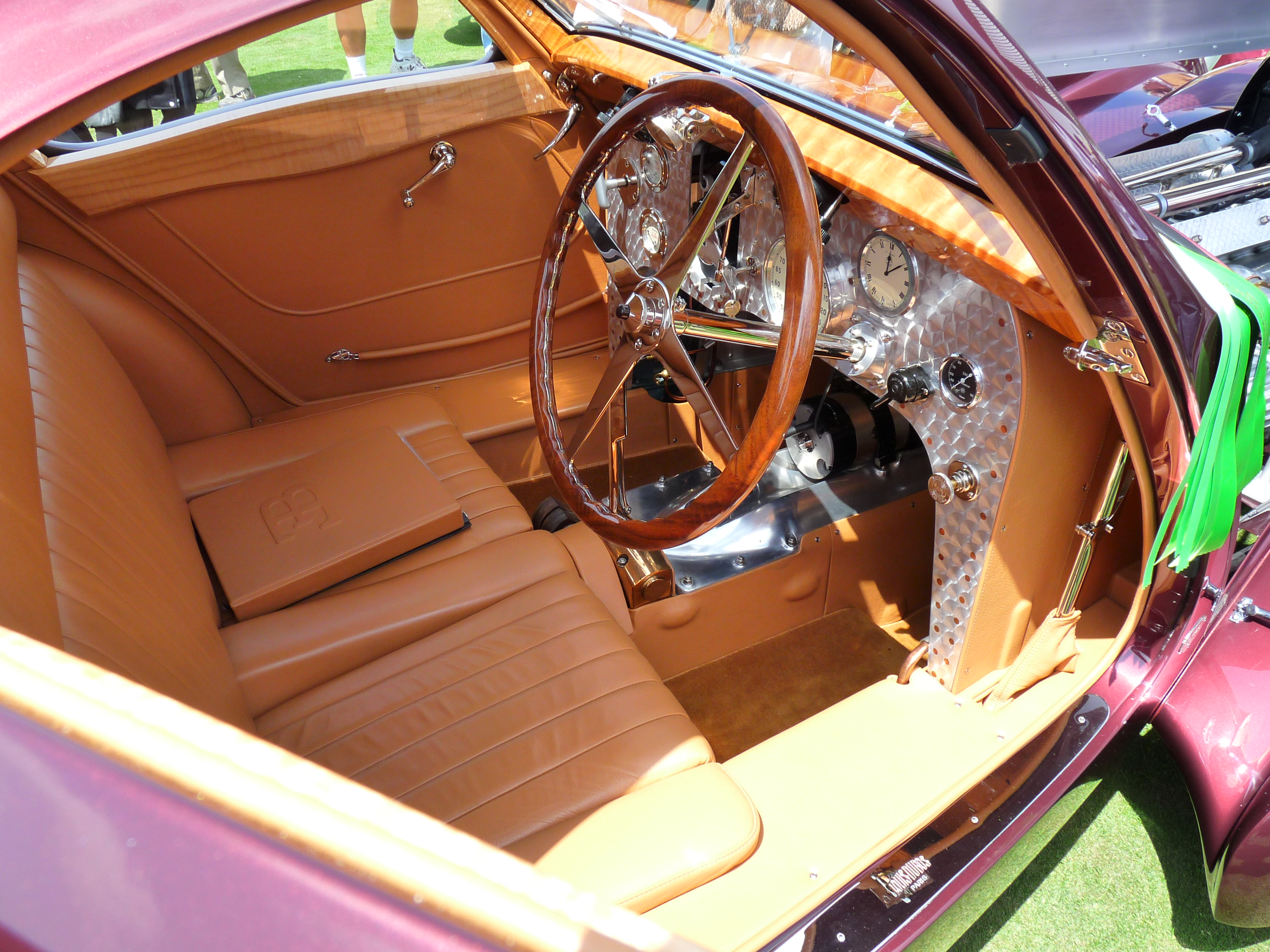
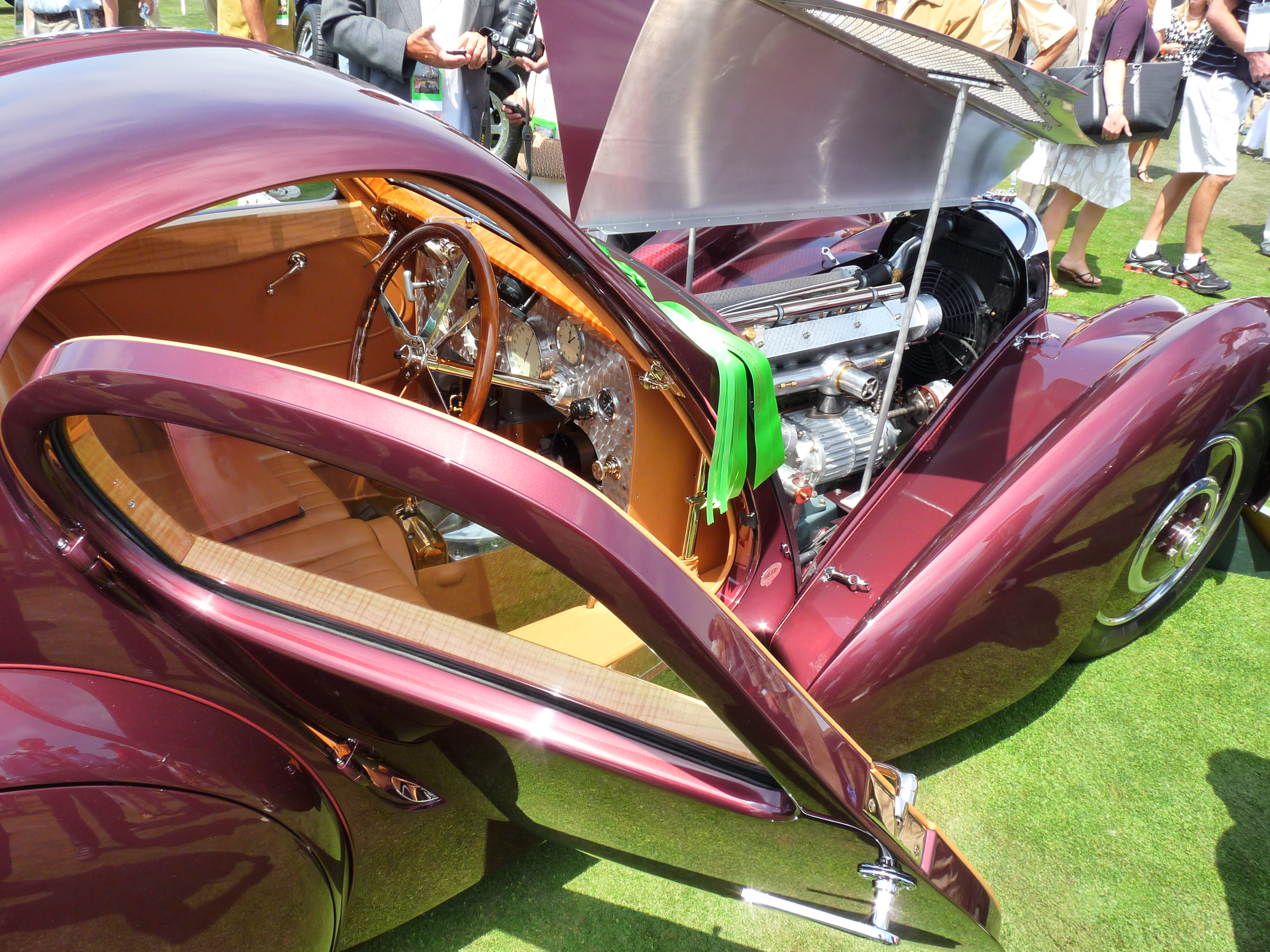

L'entrepreneur en cosmétiques américain J.B. Nethercutt (en) rachète la voiture en 1959, pour la faire entièrement restaurer pour sa Nethercutt Collection (en) de Los Angeles en Californie. Il retrouve et rachète également aux enchères en 2000 la carrosserie « coupé Dubos » anciennement séparée, pour la reconstituer,. Son fils héritier Jack Nethercutt II (en) poursuit la restauration en 2009, pour remporter de nombreux prix Best of Show de prestigieux concours d'élégance, dont les concours d'élégance d'Amelia Island (2005), Las Vegas Concours d'Elegance (2019), ou Rodeo Drive Concours d'Elegance de Beverly Hills (2023)...

## Palmarès partiel
- 1931 : victoire du Grand Prix automobile de France 1931, sous forme de Bugatti Type 51, avec le pilote Bugatti Louis Chiron.